# Эль Хасен, Моктар Сиди
Моктар Сиди Эль Хасен Эль Иде (фр. Moctar Sidi El Hacen El Ide; род. 31 декабря 1997, Арафат, Нуакшот-Сюд) — мавританский футболист, полузащитник клуба «Аль-Месаймер» национальной сборной Мавритании.

## Карьера

### Молодёжная карьера
Воспитанник мавританского футбольного клуба «АСАК Конкорде». В 2014 году к игроку проявлял интерес испанская «Валенсия», после впечатляющей игры на международном футбольном турнире в Алькудии. По итогу в июле 2014 года стал игроком, только уже другого испанского клуба, «Леванте». В период с 2014 по 2016 года выступал в молодёжных командах. Из-за правил ФИФА футболист не мог сыграть в официальных матчах за клуб до исполнения его 18-летия.

### «Леванте»
В январе 2016 года был заявлен в заявку резервной команды испанского клуба «Атлетико Леванте». Дебютировал за клуб 17 января 2016 года в матче против «Льосетенсе», выйдя на замену на 34 минуте. Летом 2016 года был полноценно переведён в резервную команду. Первый матч сыграл 20 августа 2016 года против «Атлетико Балеарес», выйдя на замену на 60 минуте. Вскоре закрепился в команде как основной игрок. Дебютный гол за клуб забил 6 ноября 2016 года в матче против клуба «Коста-Брава». В итоге за сезон провёл 30 матчей, в которых отличился 2 забитыми голами. За основную команду клуба дебютировал 28 ноября 2017 года в матче «Кубка Испании» против «Жироны», выйдя в стартовом составе. В своём следующем матче 1 декабря 2017 года дебютировал в Ла Лиге против «Малаги», выйдя на замену во втором тайме.

### «Реал Вальядолид»
В июле 2018 года перешёл в «Реал Вальядолид», в котором отправился выступать в резервную команду «Реал Вальядолид B». За резервную команду дебютировал 30 сентября 2018 года в матче против «Атлетико Мадрид B». Дебютный гол за клуб забил 23 февраля 2019 года в матче против клуба «Реал Мадрид Кастилья». За основную команду «Реал Вальядолида» дебютировал 23 апреля 2019 года в матче против «Жироны», выйдя на замену на 88 минуте. В следующем сезоне 2019/2020 стал получать меньше практики в резервной команде и лишь единожды попал в заявку основной команды в рамках Ла Лиги, лишь пару раз сыграв в Кубке Испании.

#### Аренда в «Луго»
В январе 2020 года отправился в аренду в «Луго» до конца сезона. Дебютировал за клуб 16 февраля 2020 года в матче против клуба «Фуэнлабрада», где мавританский футболист также отметился дебютным голом. По итогу сезона закрепился в основной команде, став ключевым центральным защитником. проведя за клуб 14 матчей, в которых отличился 5 голами. В июле 2020 года покинул клуб. В октябре 2020 года был снова арендован испанским клубом. Первый матч сыграл 24 октября 2020 года в матче против клуба «Логроньес». Первым результативным действием за клуб отличился 27 ноября 2020 года в матче против «Малаги», отдав результативную передачу. Первыми голами за клуб отличился 15 декабря 2020 года в матче Кубка Испании против клуба «Пульпиленьо», записав на свой счёт дубль. В чемпионате свой единственный гол забил 13 марта 2021 года против «Жироны». По окончании аренды покинул клуб. В июле 2021 года был прооперирован из-за разрыва крестообразных связок. В январе 2022 года покинул «Реал Вальядолид», расторгнув контракт по соглашению сторон.

### «Луго»
В августе 2022 года, спустя год без игровой практики, перешёл в «Луго», подписав однолетний контракт. Первый матч сыграл 27 августа 2022 года против «Леганеса», выйдя на замену на 87 минуте. Футболист быстро смог закрепиться в основной команде испанского клуба, чередуя игры в стартовом составе и со скамейки запасных. По итогу сезона вместе с клубом занял последнее место в чемпионате, тем самым выбыв в Первый дивизион. Летом 2023 года по окончании срока действия контракта покинул испанский клуб. 
В сентябре 2023 года футболист стал игроком катарского клуба «Аль-Месаймер».

## Международная карьера
Стал выступать за сборную Мавритании в возрасте 16 лет. Дебютировал за сборную 27 февраля 2013 года в товарищеском матче против Гамбии. Дебютный гол за сборную забил 5 января 2014 года в товарищеском матче против Мозамбика.
В 2016 году принимал участие в молодёжной сборной Мавритании до 20 лет.
В мае 2019 года попал в заявку сборной на Кубок африканских наций 2019.